# Bigolino
Bigolino è una frazione di circa 1 500 abitanti, del comune di Valdobbiadene, in provincia di Treviso.

## Geografia fisica
È la frazione situata più a sud, dista a circa 4,5 km dal capoluogo e si sviluppa in una delle poche aree pianeggianti del territorio. Il centro si trova lungo la SP 2 "Erizzo" ed è addossato a una scarpata di circa trenta metri oltre la quale si estende l'ampio letto del fiume Piave. Di fronte, sulla riva opposta, c'è Onigo di Pederobba.

## Origini del nome
Il suo nome potrebbe derivare dal termine longobardo bigollum, ovvero "territorio del natante", oppure da Bigollium che pare fosse il nome del traghetto che trasportava le persone da una sponda all'altra del Piave. Altra ipotesi vuole "Biguol-ino" antico porto dove i longobardi si fermavano a riposare con le zattere cariche di legnami provenienti dalle montagne. Nella tradizione contadina veneta, il “bigól” è anche un attrezzo di legno arcuato che si appoggiava sulle spalle per portare i secchi.

## Storia
La strada principale, un tempo, era l'ormai semicoperta Calmaor. Callis Major dal latino significa, appunto, strada maggiore, principale e sicuramente si trattava di un percorso antico ed importante, forse una succursale della Via Claudia Augusta Altinate.
Bigolino fu Regola Comunale dal 1807 al 1812.

## Monumenti e luoghi d'interesse

### Architetture religiose

#### Chiesa di San Michele
L'intitolazione a San Michele Arcangelo fa pensare a un'antica origine d'epoca longobarda.
Già nel 1085 e nel 1223 si hanno notizie di una chiesa sulla spiaggia ovvero sul greto del Piave, voluta dai feudatari Strassoldo, già reggenti a Levada e a Onigo, dedicata a San Michele Arcangelo e detta "Cappella della Pieve di Valdobbiadene", che venne travolta da una piena del fiume nell'Ottocento. Alla chiesa si lega un fatto miracoloso, ricordato dal vescovo Pietro Barozzi, in visita a Bigolino il 26 settembre 1488: l'ostia consacrata custodita nel tabernacolo rimase intatta in seguito a un incendio che distrusse l'altare maggiore.
Una seconda chiesa fu edificata nel 1590 sulla riva alta del Piave, con la facciata in granito di sassi di diversi colori. Fu abbattuta nel 1868, quando ormai abbandonata e in rovina, ma tutt'oggi esistono alcuni ruderi delle sue fondamenta. Il campanile fu ricostruito nel 1752, a dodici anni di distanza da un fulmine che lo colpì e rimase in piedi fino alla Grande Guerra. Dopo i combattimenti, venne ritrovata integra solo una delle campane. Parroco reggente di questa chiesa fu don Girolamo Argentino, nominato poi vescovo di Veglia.
La costruzione dell'ultima chiesa iniziò il 29 settembre 1857 e la prima messa si celebrò la notte di Natale del 1868, mentre la benedizione avvenne il 30 maggio 1869 e la definitiva consacrazione il 5 ottobre 1884 ad opera di monsignore Giuseppe Callegari, come riporta una lapide. L'edificazione si deve in larga parte agli stessi parrocchiani che utilizzarono materie prime locali, in particolare sassi a vista del Piave. Le due statue ai lati dell'altare maggiore sono opere dello scultore padovano Tommaso Bonazza. La Pala del Santo è opera del prof. Giuseppe Apolloni di Treviso. Incastonato da anni nella parete esterna dell'abside, è stato recuperato un misterioso bassorilievo su pietra di una croce a 12 punte datato 1416.
Il campanile fu riedificato nel 1924. Le quattro campane hanno i nomi, dalla più grande alla più piccola, Michelina, Maria, Antonia e Angelina.

#### Oratorio della Madonna della Rosa
Una tradizione riferisce che, in tempi immemorabili, venne ritrovata sul greto del Piave, in località San Pellegrino, una statua lignea raffigurante Madonna con Bambino, entrambi con una rosa in mano. La statua fu portata in paese su un carro trainato da buoi, ma a un certo punto gli animali si fermarono e non vollero più proseguire. Lì fu eretto l'oratorio, il più antico, inizialmente detto della Mistica Rosa. Abbattuto durante la Prima guerra mondiale, fu riedificato pochi anni dopo e terminato nel 1926. Ogni seconda domenica di maggio la statua, ornata da moltissimi fiori, viene portata in processione lungo le vie del paese e fino ai primi anni '90 veniva trasportata su un carro trainato da cavalli. Nei 15 giorni precedenti, a intervalli regolari diurni, vengono suonate le campane a festa con una modalità particolare e unica: queste melodie sono chiamate Allegrezze e col blasone popolare Bigolin legrìe si indicano i festaioli abitanti.

#### Oratorio dei Santi Filippo e Giacomo
Di epoca sconosciuta, era proprietà della famiglia dell'abate don Angelo Antonio Giobatta Fabbro, nativo di Valdobbiadene e bibliotecario del Seminario di Padova nonché professore di Diritto all'Università di Padova. Si ritirò per dispiaceri nella sua fattoria, morì il 28 dicembre 1787 e fu sepolto nella chiesetta. Il 1º maggio si celebra la festa dedicata ai due apostoli titolari.

#### Oratorio di San Rocco
In stile neogotico, fu progettato da don Fortunato Cerato, cappellano di Bigolino, ed eretto nel 1908, al posto di un capitello. Il 16 agosto di ogni anno si celebra la festa dedicata al Santo, protettore dalla peste e dal colera che nel 1854 dimezzarono la popolazione.

#### Sacelli
Disseminati per il territorio ci sono inoltre molti antichi capitelli votivi, segni della devozione popolare.

### Architetture civili

#### La piazza

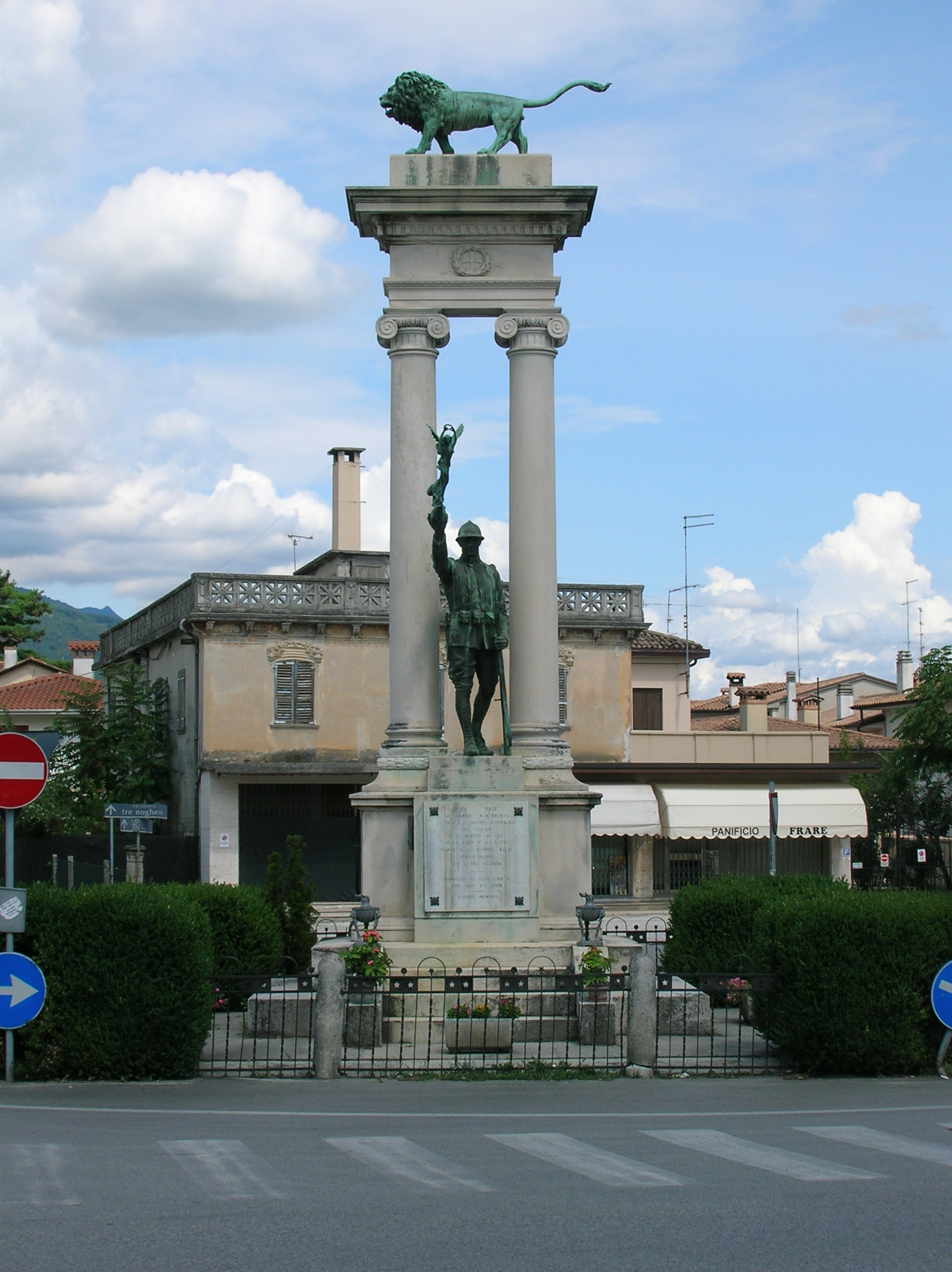
Monumento ai Caduti in piazza monsignore Luigi Guadagnini

La piazza principale è intitolata a monsignore Luigi Guadagnini, ex arciprete del paese che qui passò tutta la sua vita sacerdotale, dal 1869 al 1920. Durante la sua attività sacerdotale fondò il probandato del Cottolengo, che durò per circa quarant'anni e dove, attualmente, ha sede la scuola materna.

## Infrastrutture e trasporti

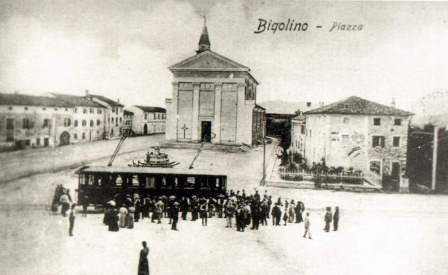
Bigolino - fermata tranviaria

Dal 1913 al 1931 Bigolino fu servita, lungo la via Erizzo, da una stazione della Tranvia Montebelluna-Valdobbiadene, che rappresentò al tempo un importante strumento di sviluppo per l'economia della zona.

## Natura

### Il Settolo Basso
Negli anni '80, a Bigolino, lungo il Piave, è stata istituita l'area naturalistica Settolo Basso, caratterizzata dalla presenza di ambienti umidi, habitat ideali per varie specie di uccelli, insetti e piante. Questo luogo ha anche importanza storica ed etnografica in quanto i suoi corsi d'acqua furono sfruttati da mulini e da zattere che trasportarono il legname verso Venezia.